# Semele (Händel)
Semele (HWV 58), eigentlich The Story of Semele, ist ein musikalisches Drama zwischen Oratorium und Oper in drei Akten von Georg Friedrich Händel. Neben Hercules ist es eines seiner beiden dramatischen Oratorien, welche kein biblisches, sondern ein mythologisches Thema zur Grundlage haben. Das Libretto stammt ursprünglich von William Congreve.

## Werkgattung
Der Gattungstyp der Story of Semele ist in der Forschung umstritten. Händel selbst ließ das Werk am Tag der Uraufführung und den folgenden Aufführungen der ersten Serie in The London Daily Post mit dem Hinweis „After the Manner of an ORATORIO“ ankündigen, distanzierte sich also etwas von dem Begriff Oratorium, den er ansonsten verwendete. Für die Ankündigungen der Wiederaufnahmen vom Dezember 1744 im King’s Theatre am Haymarket gab er erst gar keine Gattungsbezeichnung an. Neben der Stoffwahl unterscheidet sich Semele auch von den anderen Oratorien (außer Hercules), als der Chor einen nur verhältnismäßig kleineren Anteil hat und meist nur kommentierend wirkt, ohne in die Handlung einzugreifen.
Händel führte Semele trotz im Libretto vorhandener Szenenanweisungen immer konzertant auf. Trotzdem hat man sie oft als Oper bezeichnet, womit sie, nach Henry Purcells Dido und Aeneas, eine der ersten echten englischsprachigen Opern wäre. Im 20. Jahrhundert wurde sie mehrmals (zuerst 1925 in Cambridge) erfolgreich szenisch aufgeführt.

## Entstehung
Im März 1743 führte Händel seinen zuvor nur in Dublin gespielten Messiah das erste Mal in London auf, doch gegen die Präsentation biblischer Texte in einem Opernhaus als „Entertainment“ gab es verbreitet Widerstand, besonders vom anglikanischen Klerus. Offenbar darauf reagierend nahm sich Händel für die kommende Spielzeit kein biblisches Sujet vor, sondern griff auf die griechische Mythologie zurück.
Thomas Augustine Arne hatte im Zuge einer Wiederbelebung der Dichtungen von William Congreve dessen The Judgment of Paris komponiert und im März 1742 sehr erfolgreich im Londoner Drury Lane Theatre uraufgeführt. Vielleicht deshalb ergriff auch Händel ein Libretto Congreves: The Story of Semele.
Aber zunächst war Händel krank und konnte nicht arbeiten, da seine Lähmungserscheinungen im rechten Arm und die geistige Trübung, die nach seinem Schlaganfall 1737 das erste Mal auftraten, wieder präsent waren:

“I hear Handel has a return of his Paralytick Disorder, which affects his Head & Speech. He talks of spending a year abroad, so that we are to expect no Musick next year; & since the Town has lost it’s only Charm, I’ll stay in the Country as long as ever I can.”

„Ich habe gehört, dass Händel wieder an seiner Lähmungskrankheit leidet, die seinen Verstand und seine Sprache beeinträchtigt. Er spricht davon, ein Jahr im Ausland zu verbringen, sodass wir nächstes Jahr keine Musik zu erwarten haben; und da die Stadt damit ihren einzigen Reiz verloren hat, werde ich so lange wie möglich auf dem Land bleiben.“

“We are likely at last to have no opera next year: Handel has had a palsy and can’t compose;”

„Nächstes Jahr werden wir wahrscheinlich keine Oper mehr haben: Händel hat eine Lähmung und kann nicht komponieren.“

Noch im Juni 1743 bescheinigen Freunde Händels seine gesundheitlichen Einschränkungen, so in einem Brief des Anwalts Thomas Harris, einem glühenden Anhänger Händels, an seinen Bruder, den Philosophen James Harris:

“We [Lord Radnor and I] mett Handel lately in the park, whose head does not seem so clear as I could wish it to be.”

„Wir [Lord Radnor und ich] haben Händel kürzlich im Park getroffen, der im Kopf nicht so klar zu sein scheint, wie ich es mir wünschen würde.“

Obwohl Händel offenbar Anfang Juni von seinen Beschwerden noch nicht vollständig genesen war, begann er doch am 3. Juni 1743 mit der Komposition des ersten Aktes der Semele und notiert in seiner Partitur: „♃ [Donnerstag]. angefangen den 3. June 1743“. Am 13. Juni schloss er ihn ab: „☽ [Montag] Juny. 13. 1743.“ Der zweite Akt wurde sieben Tage später fertig: „☽ [Montag] 20 June 1743“. Mit der Komposition des dritten Aktes und dem Ausfüllen der Mittelstimmen stellte er das Werk am 4. Juli fertig: „G. F. Handel London ☽ [Montag] July 4. 1743. Völlig geendiget“. Diesmal, wohl weil es kein geistliches Werk war, verzichtete er auf seine sonst übliche Dankesformel Soli Deo Gloria am Ende der Partitur.
Kaum war er damit fertig, komponierte Händel bis zur Erstaufführung der Semele noch das Dettinger Te Deum (HWV 283), das dazugehörige Anthem (HWV 265), sowie das nächste Oratorium Joseph and his Brethren (HWV 59). So konnte Charles Jennens im September seinem Freund mitteilen:

“I hear Handel is perfectly recover’d, & has compos’d a new Te Deum & a new Anthem […]”

„Ich habe gehört, dass Händel vollständig erholt ist und ein neues Te Deum und ein neues Anthem komponiert hat.“

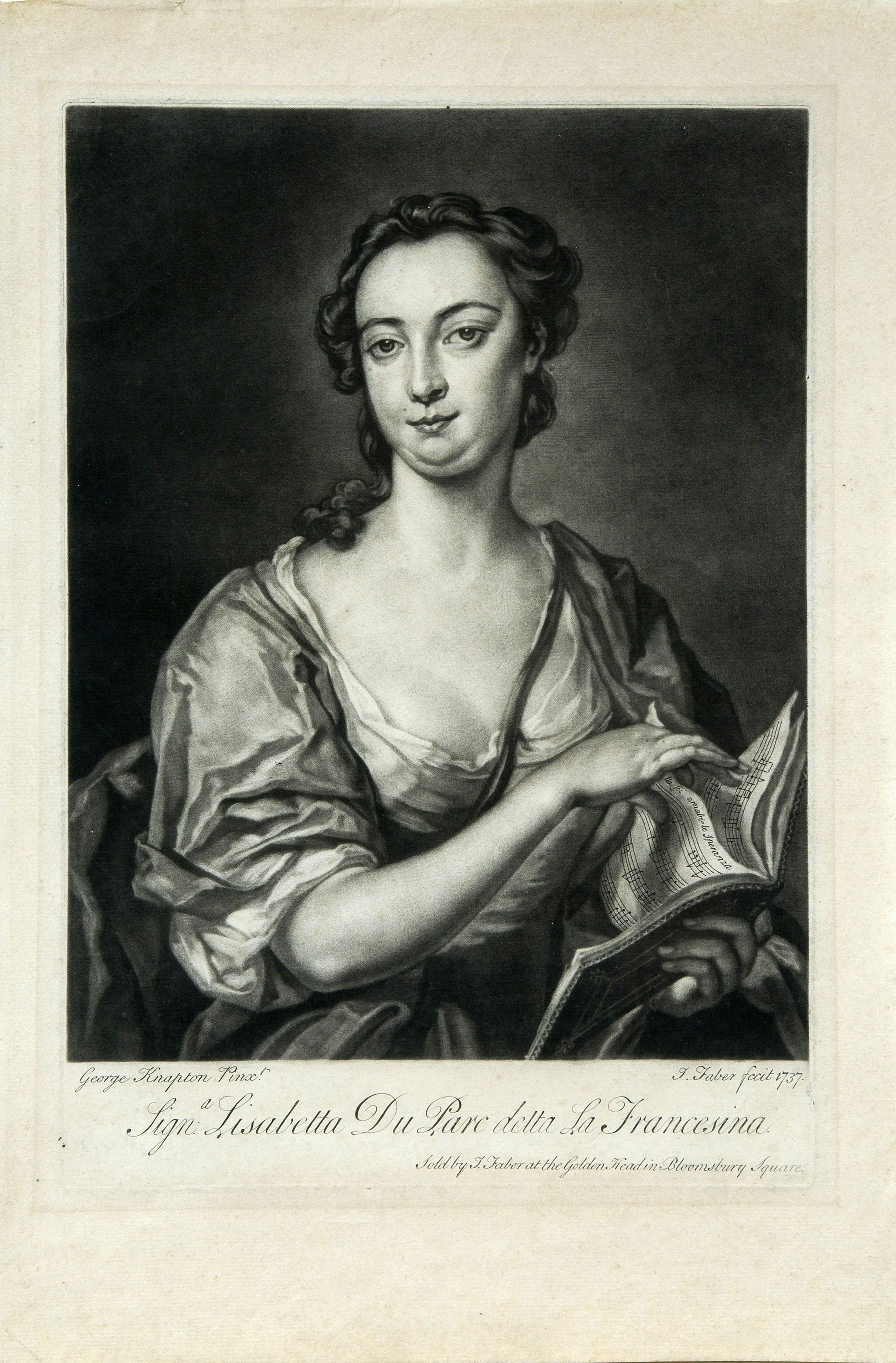
Élisabeth Duparc, detta La Francesina, sang die Titelpartie in der Uraufführung.

Die Uraufführung der Semele war dann am 10. Februar 1744 im Theatre Royal in Covent Garden in der jährlich während der Fastenzeit stattfindenden Konzertreihe. Das Publikum erwartete natürlich ein biblisches Thema, doch das amouröse Thema von Semele bezog sich offensichtlich auf die griechische Mythologie und missfiel daher denjenigen, die bewährtes erwartet hatten. Da das Werk zudem in englischer Sprache verfasst war, irritierte es andererseits auch die Anhänger der italienischen Oper. Händel hatte keine eigene Opernakademie mehr und für die konkurrierende Adelsoper, die „Opera of the Nobility“, komponierte er nicht. Obwohl es in der Spielzeit im Anschluss noch drei Wiederholungen gab, wurde Semele trotz dieses Anfangserfolges vom Londoner Publikum nicht angenommen. In der folgenden Saison nahm es Händel nur noch zweimal im Dezember desselben Jahres wieder auf. Hierfür überarbeitete er das Stück, strich vier Abschnitte des Dialogs mit sexuellen Anspielungen und nahm Ergänzungen vor. So streute er fünf Arien in italienischer Sprache aus Arminio und Giustino ein, vielleicht auch, um in der Gunst des Opernpublikums zu steigen, ganz sicher aber, um den neuen italienischen Sängern entgegen zu kommen, die des Englischen nicht mächtig waren. Dies betraf die Rollen der Juno und des Athamas.
Die Rollen waren bei der Uraufführung mit folgenden Sängern besetzt:
- Semele – Élisabeth Duparc, genannt „La Francesina“ (Sopran)
- Jupiter und Apollo – John Beard (Tenor)
- Athamas – Daniel Sullivan (Altus)
- Juno und Ino – Esther Young (Alt)
- Iris – Christina Maria Avoglio (Sopran)
- Cadmus / Somnus / Hohepriester – Henry Theodore Reinhold (Bass)

## Aufführungsgeschichte
Nach den sechs von Händel veranstalteten Vorstellungen, wagte es erst wieder Händels Vertrauter Johann Christoph Schmidt der Jüngere mit seinem Kollegen John Stanley im Jahre 1762 das Stück auf den Spielplan in London zu setzen, allerdings nicht, ohne größere Eingriffe, vor allem Kürzungen, vorzunehmen.
Danach war das Werk erst wieder sporadisch im 19. Jahrhundert, zunächst nur in Deutschland, zu hören. Den Anfang machten Berlin (1820) und Karlsruhe (1832), jeweils in einer deutschen Textfassung. 1842 führte Julius Rietz das Werk in einer eigenen Bearbeitung in Düsseldorf auf. Diese Produktion und schließlich die Herausgabe der Partitur im Rahmen der Händel-Gesamtausgabe durch Friedrich Chrysander im Jahre 1860 können als die eigentliche Wiederentdeckung des Dramas aufgefasst werden. Nun führte es ab 1874 auch die Singakademie Halle in Händels Geburtsstadt mehrmals auf. In England wurde Semele nach mehr als einhundert Jahren Pause erst wieder 1878 durch die University Musical Society in Cambridge aufgeführt.
Das 20. Jahrhundert brachte für das Oratorium den Durchbruch. 1907 konnte man es in Karlsruhe, 1913 wieder in Halle und 1923 im Gewandhaus zu Leipzig hören. Die erste szenische Aufführung wagte 1925 eben jene „University Musical Society“ in Cambridge, die zuvor die vielleicht einzige Vorstellung im England des 19. Jahrhunderts organisiert hatte. Dirigiert von Cyril Rootham fand diese Produktion im New Theatre, St Andrews Street, statt und war ziemlich erfolgreich, nicht zuletzt dank der Mitwirkung lebender Tiere in Form von Hunden, Tauben und Ziegen. Eine weitere szenischen Aufführung durch die Londoner Borough Polytechnic im Jahre 1937 und andere englische Produktionen (1954 und im Jubiläumsjahr 1959) lösten eine Begeisterung für das Werk aus, die bis heute ungebrochen ist. Vor allem Charles Farncombe hat sich mit seiner „Handel Opera Society“ in London sehr für das Werk engagiert und führte es gleich viermal, 1959, 1961, 1964 und 1975, auf.
1970 wurde Semele in das Repertoire der „Sadler's Wells Opera“ (heute English National Opera) aufgenommen. Nach einer Pause von 238 Jahren kehrte das Werk 1982 nach Covent Garden (dem Royal Opera House) zurück, unter der Leitung von Charles Mackerras, wie schon in Sadler’s Wells.
Auch in Deutschland wurde das Drama nun vielfach in Szene gesetzt: zuerst 1965 während der Händel-Festspiele in Göttingen unter Günther Weißenborn, später in Wuppertal (1967), Karlsruhe (1980), Ludwigsburg (1985), Würzburg (1992), Halle (1995) und an der Berliner Staatsoper Unter den Linden mit der Akademie für Alte Musik Berlin unter Leitung von René Jacobs und vierzehn Aufführungen zwischen 1996 und 1998.
Die amerikanische Bühnenpremiere fand 1959 beim Ravinia Festival am Ufer des Michigansees statt. Semele wurde 1980 und 1995 in Washington und 1985 in der Carnegie Hall in New York aufgeführt, dort mit Kathleen Battle in der Titelrolle und unter der Leitung von John Nelson. Weitere internationale Aufführungsorte waren 1996 Aix-en-Provence, Buffalo und Spoleto. 1999 kehrte Semele in einer hochgelobten Inszenierung von Robert Carsen an die English National Opera in London zurück, mit Rosemary Joshua als Semele, John Mark Ainsley als Jupiter, Susan Bickley als Juno und Sarah Connolly als Ino. Die Inszenierung wurde 2004 mit Carolyn Sampson (Semele), Ian Bostridge (Jupiter) und Patricia Bardon (Juno) wiederaufgenommen.
Seit einiger Zeit wird das Stück regelmäßig an vielen Ort gespielt. Vor allem Ensembles für Alte Musik haben sich des Werkes für Tonproduktionen angenommen.
Auch im 21. Jahrhundert geht die Erfolgswelle weiter, beispielhaft seien diese Produktionen erwähnt: 2002 führte die „Pinchgut Opera“ Semele in der City Recital Hall in Sydney auf. 2004 gab es eine Inszenierung mit der Regie von David McVicar und unter der Leitung von Marc Minkowski im Théâtre des Champs-Élysées in Paris. 2006 folgte eine Interpretation an der New York City Opera, 2007 eine an der Zürcher Oper unter der Leitung von William Christie und im September desselben Jahres wurde eine neue Inszenierung des chinesischen Künstlers Zhang Huan mit Les Talens Lyriques unter der Leitung von Christophe Rousset in La Monnaie in Brüssel aufgeführt. 2019 gab es Semele als inszenierte Oper an der Opera Philadelphia und 2023 erneut bei den Händel-Festspielen in Göttingen unter der Leitung von George Petrou.

## Libretto
Das Libretto wurde ursprünglich 1705/06 von William Congreve für eine von John Eccles komponierte Oper gleichen Namens verfasst, die aber nicht zur Aufführung kam. Es basiert auf dem griechischen Mythos der Semele, Mutter des Bacchus, wie er von Ovid in den Metamorphosen im dritten Buch (Verse 253–315) beschrieben wird. Schon Ovid hatte die griechischen Namen zu römischen geändert. 1710 wurde Congreves Text in die gedruckte Ausgabe seiner Werke aufgenommen. Er hatte den Mythos dramatisiert und für ein englisches Opernlibretto tauglich gemacht. Dafür nahm er einige dramaturgische Ergänzungen vor und führte beispielsweise Ino als Schwester Semeles in die Handlung ein.
Die Aufgabenstellung für Congreve beschreibt er im Druck seines Textbuches von 1710 selbst so:

“This Fable is related in Ovid. Metam. L. 3 but there Juno is said to impose on Semele in the Shape of an old Woman, her Nurse. 'Tis hoped, the Liberty taken in substituting Ino instead of the old Woman will be excus'd: It was done, because Ino is interwoven in the Design by her love of Athamas; to whom she was married, according to Ovid; and because her Character bears a Proportion with the Dignity of the other Persons represented. This Reason, it is presumed, may be allowed in a Thing intirely fictitious; and more especially being represented under the Title of an Opera, where greater Absurdities are every day excused.
It was not thought requisite to haue any Regard either in Rhyme or Equality of Measure, in the Lines of that Part of the Dialogue which was design'd for the Recitative Stile in Musick. For as that stile in Musick is not confin'd to the strict Observation of Time and Measure, which is requir'd in the Composition of Airs and Sonata's, so neither is it necessary that the same Exactness in Numbers, Rhymes, or Measure, should be observed in the Formation of Odes and Sonnets. For what they call Recitative in Musick, is only a more tuneable speaking, it is a kind of Prose in Musick; its Beauty consists in coming near Nature, and in improving the natural Accents of Words by more Pathetick or Emphatical Tones.”

„Diese Fabel wird im dritten Buch von Ovids Metamorphosen erzählt, aber dort wird gesagt, dass Juno gegenüber Semele in Gestalt einer alten Frau, ihrer Amme, auftritt. Es ist zu hoffen, dass die Freiheit, Ino anstelle der alten Frau einzusetzen, entschuldigt wird: Dies geschah, weil Ino durch ihre Liebe zu Athamas, mit dem sie laut Ovid verheiratet war, in die Handlung eingebunden ist und weil ihr Charakter der Würde der anderen dargestellten Personen entspricht. Man kann annehmen, dass diese Änderung in einer so völlig fiktiven Sache zulässig sein sollte, insbesondere wenn das Stück eine Oper darstellt, wo täglich größere Absurditäten entschuldigt werden.
Es wurde nicht für nötig gehalten, in den Zeilen der Dialoge, die für die Rezitative in der Musik bestimmt waren, auf Reim oder Gleichmäßigkeit des Metrums zu achten. Denn so wie dieser Stil in der Musik nicht an die strikte Einhaltung von Takt und Metrum gebunden ist, wie es bei der Komposition von Arien und Sonaten aber erforderlich ist, so ist es auch nicht notwendig, darauf zu achten, dass bei der Gestaltung von Oden und Sonetten die gleiche Genauigkeit in Zahlen, Reimen oder im Metrum beachtet wird. Denn was man in der Musik als Rezitativ bezeichnet, ist nur eine melodiösere Art des Sprechens, eine Art Prosa in der Musik; ihre Schönheit besteht darin, dass sie der Natur nahekommt und die natürlichen Akzente der Worte durch pathetischere oder emphatischere Töne verstärkt.“

Dieses Libretto wurde dann (vermutlich) von Newburgh Hamilton für Händel überarbeitet. Hierfür wurden auch einige Verse aus anderen Werken Congreves und Alexander Popes Gedicht Summer: or Alexis in Jupiters Arie Where'er you walk, cool gales shall fan the glade (Nr. 29) integriert, was sicher das bekannteste Stück aus Semele wurde. Auch sind Anklänge an Dichtungen von John Dryden und Daniel Prat (Ode to Mr. Handel, 1722) zu finden. Der größte Teil des neuen Textes diente dazu, dem Chor eine bedeutendere Rolle zu geben als zuvor. Ferner strich man die Rolle des Liebesgottes Cupid.
Das ARGUMENT, die Vorbemerkung zum Textbuch der Uraufführung 1744, liest sich so:

“It was not thought requisite to haue any Regard either in Rhyme or Equality of Measure, in the Lines of that Part of the Dialogue which was design'd for the Recitative Stile in Musick. For as that stile in Musick is not confin'd to the strict Observation of Time and Measure, which is requir'd in the Composition of Airs and Sonata's, so neither is it necessary that the same Exactness in Numbers, Rhymes, or Measure, should be observed in the Formation of Odes and Sonnets. For what they call Recitative in Musick, is only a more tuneable speaking, it is a kind of Prose in Musick; its Beauty consists in coming near Nature, and in improving the natural Accents of Words by more Pathetick or Emphatical Tones.”

„Nach Jupiters Liebesaffäre mit Europa, der Tochter des Agenor, König von Phönizien, erzürnt er Juno erneut durch eine neue Liebschaft in derselben Familie, nämlich mit Semele, der Nichte Europas und Tochter des Kadmos, König von Theben. Semele steht kurz vor der Hochzeit mit Athamas, einem Prinzen von Böotien. Diese Hochzeit soll im Tempel der Juno, der Göttin der Ehe, gefeiert werden, als Jupiter als schlechtes Vorzeichen die Zeremonie unterbricht und Semele anschließend in eine für sie vorbereitete private Unterkunft bringt. Nach vielen Intrigen nimmt Juno schließlich die Gestalt und Stimme von Ino, Semeles Schwester, an. Mit Hilfe dieser Verkleidung und listiger Unterstellungen bringt sie Semele dazu, Jupiter um etwas zu bitten, was, wenn es gewährt wird, zu ihrem Untergang führen muss.“

## Handlung
Der liebeshungrige Göttervater Jupiter hat es auf die thebanische Königstochter Semele abgesehen und nähert sich ihr auf bewährte Weise: als Mensch. Semele aber wollte ihn in seiner wahren Gestalt sehen, um zu prüfen, ob er wirklich er selbst sei. Dazu war sie von Juno angestachelt worden, der eifersüchtigen Gattin (und Schwester) des Jupiter. Allerdings wusste Semele nicht, dass seine eigentliche Erscheinungsform die des Blitzes ist. Als Jupiter sich ihr schließlich in seinem „vollen Glanz“ zeigt, verbrennt Semele, wie vom Blitz getroffen. Bacchus, das Kind in ihrem Leib, wird von Merkur gerettet und Jupiter näht sich seinen Sohn in seinen eigenen Oberschenkel ein, um ihn auszutragen.

### Erster Akt
Im Tempel der Juno
Anlässlich eines Opfers am Altar der Juno verlangen Cadmus und Athamas, dass sich Semele nicht länger der bereits vereinbarten Hochzeit widersetzt. Diese beschwört Jupiter, ihren heimlichen Geliebten, ihr zu Hilfe zu kommen. Dieser äußert seinen Unmut und das Opfer an Juno wird abgebrochen.
Ino versucht, Athamas ihre Liebe zu gestehen, dieser denkt aber nur an seine Braut; Cadmus tritt ein und teilt den beiden mit, dass Semele von einem Adler geraubt worden ist, und die Priester Jupiters verkünden, dass sie mit diesem nun endlose Freuden erlebt.

### Zweiter Akt
In einer angenehmen Landschaft
Juno erfährt durch Iris, dass Semele auf dem Berg Kithairon in einem von Vulkan erbauten und von zwei Drachen bewachten Palast lebt. Sie beschließt, Semele zu verderben und sich an Somnus, den Gott des Schlafes, um Hilfe zu wenden.
Im Palast
Semele erlebt die Freuden mit ihrem Geliebten. Sie deutet an, dass sie in den Stand der Unsterblichen erhöht werden möchte; um sie abzulenken, lässt Jupiter Ino in den Palast bringen. Die Schwestern feiern ein freudvolles Wiedersehen.

### Dritter Akt
In der Höhle des Schlafes
Juno verspricht Somnus die Hand der Pasithea, worauf er ihr seinen bleiernen Stab des Schlafes gibt. Sie ist nun in der Lage, die Drachen und Ino in Schlaf zu versetzen.
Im Palast
Juno nähert sich Semele in der Gestalt Inos, überreicht ihr einen Spiegel und überzeugt sie davon, dass sie unsterblich wird, wenn sich Jupiter ihr in seiner wahren Gestalt zeigt. Semele lässt Jupiter schwören, dass er ihr einen Wunsch erfüllt, und verlangt von ihm, dass er sich ihr als Gott zeigt. Jupiter versucht, sie davon abzubringen, aber sie besteht darauf. Juno erfreut sich des Erfolgs ihrer Rache und Semele erkennt, in den Strahlen von Jupiters Macht verbrennend, zu spät ihren Fehler.
Auf der Erde

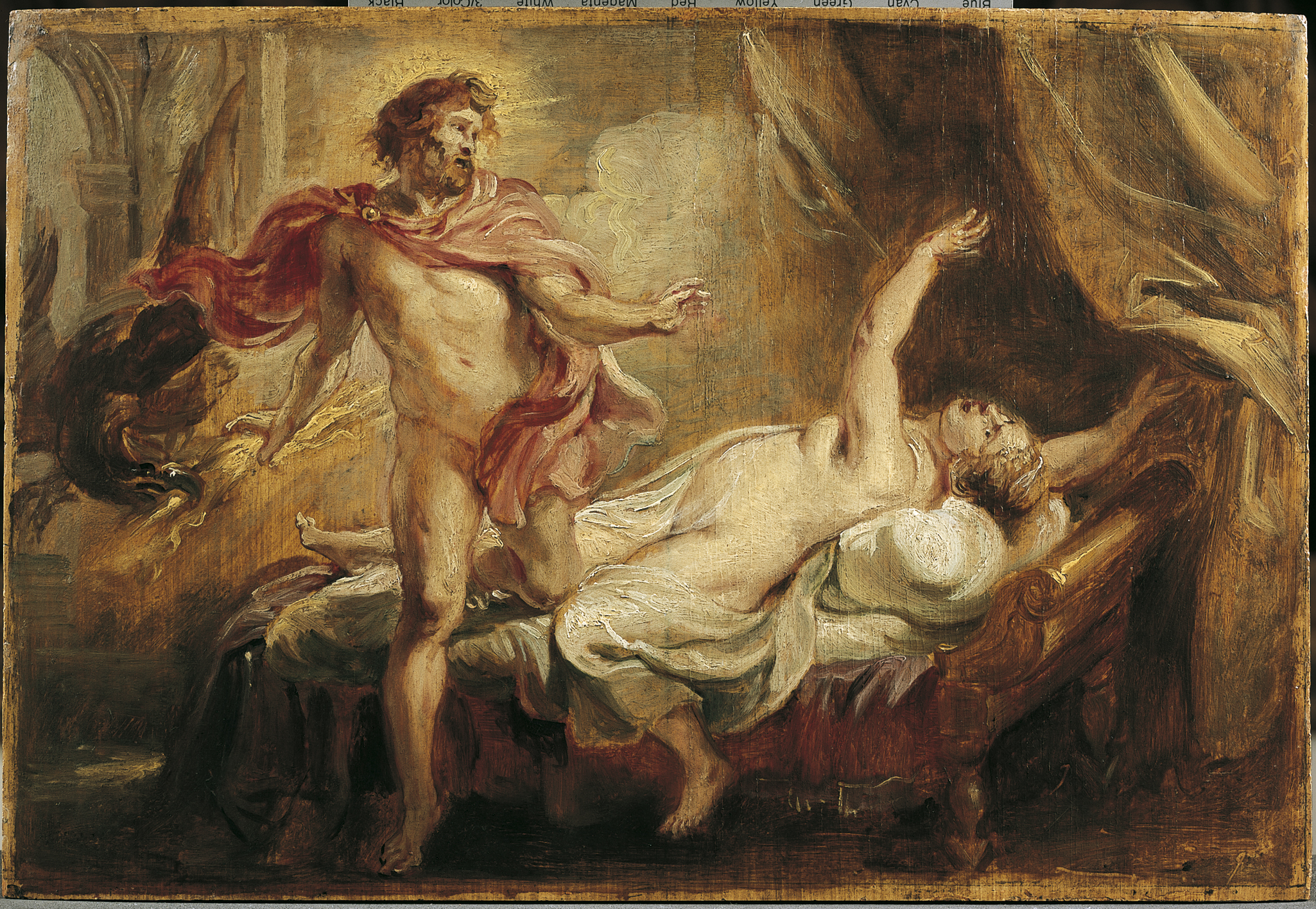
Peter Paul Rubens: Tod der Semele, vor 1640

Die Thebaner trauern, Ino verkündet, dass sie auf Jupiters Befehl Athamas heiraten soll. Dieser willigt ein.
Schlussszene
Apollo erscheint und verkündet, dass Semeles Asche ein Phönix entstiegen ist, der dazu bestimmt ist, als Gott unter den Göttern zu wohnen. Ein Schlusschor huldigt Bacchus, dem Sohn dieser Liebesaffäre von Semele und Jupiter.

## Musik

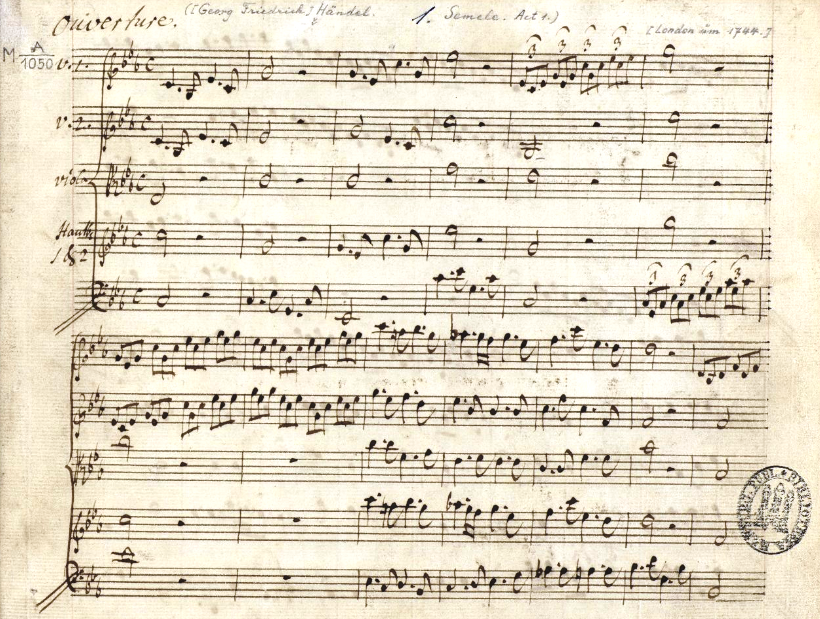
Beginn der Ouverture, Direktionspartitur.

Man kann Semele mit Recht als englische Oper bezeichnen und sie ist wohl die bedeutendste in der Zeitspanne zwischen Henry Purcell und Benjamin Britten. Anfangs wurde sie mit dem Label „in der Art eines Oratoriums“, wie Händels andere Oratorien ohne szenische Umsetzung, also konzertant auf der Opernbühne dargeboten. Deshalb wird das Stück auch heute noch meist als Oratorium bezeichnet. Händel ging die Oper als Gattung aber zeitlebens nicht aus dem Kopf und auch bei Semele, der ja sogar ein Opernlibretto zugrunde liegt, dachte er in opernhaften Kategorien, als er seine Partitur in Akte und Szenen, einschließlich der Regieanweisungen, einteilte. So spielt auch die Da-capo-Arie wieder eine größere Rolle als zuletzt im Samson: in mehr als der Hälfte der 26 Arien wird der A-Teil wiederholt. Zudem hat das Stück auch die für ein Oratorium untypische Eigenschaft, ein nicht-biblisches Thema zu behandeln, was bei Händel nur noch beim späteren Hercules der Fall sein wird. Auch die letzte Szene mit dem Auftritt von Apollo als „Deus ex Machina“ und dem Jubelchor Happy shall we be (Nr. 55) steht deutlich dem „lieto fine“ der italienischen Oper nahe.
Auf der anderen Seite musste für das damalige Londoner Publikum eine ernsthafte Oper jedoch in Italienisch gesungen werden, während Englisch die Sprache der Ballad Operas, wie etwa der Bettleroper (1728), und leichterer Unterhaltungsstücke war. Auch geht Händels Musik weit über die formalen Möglichkeiten der italienischen Oper hinaus: Er schreibt hier besonders viele Accompagnato-Rezitative (elf) und Ensembles (ein Quartett, drei Duette). Die zehn Chöre, wenngleich das nicht ganz so viele sind, wie in den zuvor entstandenen Oratorien, spielen trotzdem eine wichtige Rolle im Drama und treten handlungstragend (Priester, Zephyre usw.) als auch kommentierend auf, indem sie die auf den Verlauf der Geschichte stattfindenden Reaktionen (Beifall, Schrecken, Freude) spiegeln. Sie sind ferner ein verbindendes Element im gesamten Werk.
Hervorzuheben ist Händels Meisterschaft in der Darstellung der Charaktere. So wie Juno, Semele und Jupiter Akteure in Nöten sind, denen die Musik Händels Lebendigkeit verschafft, sind Athamas, Ino, Iris und Cadmus eher schattenhafte Figuren. Freilich zeigt Händel in der Musik für Cadmus sein Mitgefühl mit dem trauernden Vater.
Eine starke Zeichnung erfährt die Rolle der Juno, der rachsüchtigen Ehefrau und Schwester [sic!] des Jupiter. Sie tritt erst im zweiten Akt auf, hat aber sofort und bis zum Ende eine starke Präsenz. Als sie von Jupiter neuester Affäre erfährt und Rache schwört, folgt ihr erstes Accompagnato: Awake, Saturnia, from thy Lethargy (Nr. 21) mit der Tempo- und Charakterbezeichnung „Allegro concitato ma pomposo“. In diesem lebhaften Stück Tonmalerei übersetzt Händel jede Textphrase in Musik, von den absteigenden Unisono-Oktaven bei down to the Flood of Acheron let her fall (lass sie hinab in die Fluten des Acheron fallen), den Beben des Universums (tremble, thou universe) durch bebende Streichersechszehntel und den Unisono-Dreiklangsbrechungen bei den forky Stings (Giftzähne) des wilden Drachenpaars. Ihre Entsendung von Iris und sich selbst, um Somnus als Mitstreiter zu gewinnen (Hence, Iris, hence away, Nr. 22), ist eine farbenfrohe Da-capo-Arie mit zwei kontrastierenden Teilen: Der A-Teil ist eine lebhafte Reiseaufforderung mit eiligen, repetierten Achteln im Bass, der B-Teil eine schläfrige Beschreibung von Somnus.
Am Beginn des dritten Aktes ist Juno zunächst die kämpferische Göttin, die versucht, Somnus zu wecken (Somnus, awake! Nr. 34) und dabei scheitert, dann aber die kluge Taktikerin, die den Schlüssel dafür hat, Somnus‘ Aufmerksamkeit zu bekommen, indem sie den Namen seiner Angebeteten in den Raum wirft und ihm Hoffnung macht, sie für sich gewinnen zu können. Ihre Szene mit Semele im dritten Akt hat einen weiteren Höhepunkt in einem Accompagnato (Conjure him by his oath, Nr. 40), als sie Semele überredet, Jupiter zu bitten, ihr nicht als Mensch, sondern als the mighty thunderer (der mächtige Donnerer) zu erscheinen. Auch hier bringt Händel die beeindruckende majestätische Pracht des Donnergotts und die Mittel, Liebe zu wecken, durch eine geschickte Mischung aus schnellen, „donnernden“ sowie schmeichelnden Streicherakkorden zum Ausdruck.
In der Person der Semele verkörpert sich die weibliche Liebe mit all ihren Stimmungen und Emotionen. Ihre Gavotte-Arie Endless Pleasure, endless Love (Nr. 17) hat einen mitreißenden Rhythmus und eine eingängige, an Henry Purcell erinnernde Harmonik. Der daraus erwachsende Chor (Nr. 18), der Semeles Freude zeigt, verleiht der bezaubernden Melodie eine zusätzliche Dimension. Die nur vom Generalbass mit wiegenden Achteln begleitete Arie O Sleep, why dost thou leave me (Nr. 23) ist ein bezauberndes Bild der schönen Semele, die gerade aus ihren Liebesträumen erwacht. Das Melisma auf wand’ring love (verirrte Liebe) erstreckt sich beinah bis in die Ewigkeit. Aber sie wird auch dramatisch, wenn sie beispielsweise im ersten Akt nach Jupiters Hilfe ruft (Ah me! what refuge, Nr. 4), als Athamas und Cadmus sie zu einer Entscheidung zur geplanten Ehe drängen. Hier sind das langgezogene Oh Jove, assist me und der mehrmalige flehende Nonensprung im folgenden Larghetto O Jove! in pity teach me which to choose (Nr. 5) ein bewegendes Zeugnis ihrer Not. Als sich Jupiter ihr im dritten Akt in seiner göttlichen Gestalt nähert, erkennt Semele ihre Torheit zu spät. Ihre ergreifende Reue wird von Händel in einem bewegenden f-Moll-Arioso (Ah me! too late now I repent, Nr. 50) mit kurzatmigen Seufzern und durch Punktierungen illustrierten nahenden Blitzen dargestellt. Ihre Bitte um Mitleid gipfelt in orchestraler Stille, als sie stirbt.
Jupiter ist eine kaum abschreckende Figur, sein musikalisches Erscheinungsbild ist auch wenig göttlich. Vor allem ist er ein verliebter Mann, der versucht, es seiner eigensinnigen Sterblichen immer recht zu machen: I must with speed amuse her (Nr. 27) zeigt den Liebhaber, der seine Herzensdame nicht klagen lassen kann. Seine Where’er you walk, cool gales shall fan the glade ist die bekannte Arie, deren unvergleichliche Melodie sie seit langem zu einem Lieblingsstück vieler Tenöre im Konzertsaal gemacht hat. Wie nur wenige andere, ruft die Musik dieser Arie, die in Gänze „Largo e pianissimo per tutto“ vorzutragen ist, die Glückseligkeit arkadischer Felder hervor.
Somnus ist die Leichtigkeit im Stück, bei dem Congreve und Händel textlich und musikalisch ihre komödiantische Seite zeigen. Er hat zwei Arien. Die Sinfonia am Beginn des dritten Aktes (Nr. 33), die mit wiegenden Achteln zweier Violoncelli im Unisono mit zwei Fagotten beginnt, stellt seinen Schlaf dar, bevor Juno forsch versucht, ihn zu wecken. Die in seiner ersten Arie sehr gleichmäßige Bewegung der Streicher (Leave me, loathsome Light, Nr. 35) zeigen seine mühsame Reaktion darauf. Hier geht es harmonisch auf und ab, führt aber nirgendwo hin. Es ist ein perfektes Bild des Gottes, der zu müde ist, um sich zu bewegen, nur träge sein Haupt hebt und gleich wieder senkt. Seine zweite Arie More sweet is that name than a soft, purling Stream (Nr. 36) ist eine lebhaftere Reaktion bei der Erwähnung des Namens seiner potenziellen Braut, Pasithea. Hier erinnert Somnus an einen schwerfälligen Bären, der gerade Mühe hat, aus seinem Winterschlaf zu erwachen.

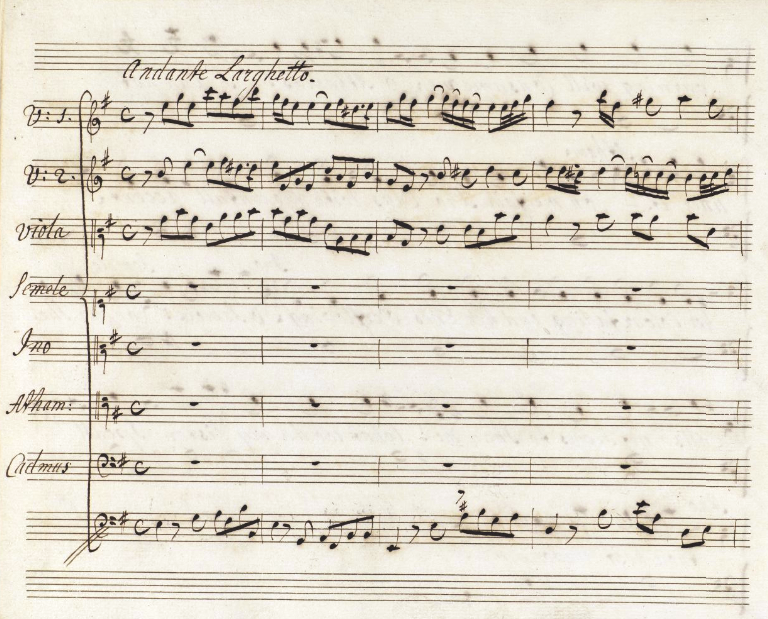
Beginn des Quartetts (Nr. 8) in Händels Direktionspartitur.

Ungewöhnlich ist das Quartett Why dost thou thus untimely grieve (Nr. 8) für Semele, Ino, Athamas und Cadmus. Hier schafft es Händel auf bemerkenswerte Weise, die vier Personen mit ihren unterschiedlichen Emotionen deutlich darzustellen, vor allem das Mitgefühl für Ino, die am Boden zerstört zu sein scheint. Händel hat in seinen Werken selten Ensembles für mehr als zwei Personen geschrieben, aber in diesem Quartett fängt er die Essenz des Augenblicks ein und nimmt diese Ensembletechnik, die man später bei Mozart oder Verdi sehen kann, um viele Jahre vorweg. Die Chöre reichen von den homophonen Akkordblöcken der Priester in Cease, cease your vow’s (Nr. 11) und Hail, Cadmus, hail! (Nr. 16), über die beschwingten und verspielten Rhythmen der Liebesgötter und Zephyre in How engaging, how endearing (Nr. 26) oder der Hornpipe Now Love that everlasting boy (Nr. 28), bis hin zur Doppelfuge von Bless the glad earth with heav’nly lays (Nr. 32) am Ende des zweiten Akts oder in Oh terror, oh terror and astonishment (Nr. 51) mit ihren verlorenen Fugati bei forsaken und lost in smoke. Händels Gefühl dafür, ob eine Phrase eher homophon oder besser kontrapunktisch umzusetzen ist, mag eine seiner größten Begabungen sein.

### Orchester
Die Orchesterbesetzung von Semele umfasst die folgenden Instrumente:
- Holzbläser: zwei Oboen, zwei Fagotte
- Blechbläser: zwei Hörner, zwei Trompeten
- Pauken
- Streicher: Violinen I–III, Bratschen, Violoncelli I/II, Kontrabass
- Basso continuo (Violoncello, Laute, Cembalo, Orgel).

## Struktur des Oratoriums
Ouverture – Gavotte. (2 Ob, Str, BC)

### Erster Akt
| Scene I   | 1. Accompagnato. High Priest (Str, BC) Behold! Auspicious flashes rise                   |
|           | 2. Chorus. (2 Ob, Str, BC) Lucky omens bless our rites                                   |
|           | 3. Recitative and Arioso. Cadmus, Athamas (2 Ob, Str, BC) Daughter, obey, hear and obey! |
|           | 4. Accompagnato. Semele (Str, BC) Ah me! what refuge                                     |
|           | 5. Air. Semele (Str, BC) Oh Jove! In pitty                                               |
|           | 6. Air. Semele (Str, BC) The morning lark to mine accords his note                       |
|           | Recitative. Athamas See, she blushing turns her eyes                                     |
|           | 7. Air. Athamas (2 Vl, BC) Hymen, haste! thy torch prepare!                              |
|           | Recitative. Ino, Athamas, Semele Alas! she yields, and has undone me!                    |
|           | 8. Quartetto. Cadmus, Ino, Athamas, Semele Why dost thou thus untimely grieve            |
|           | 9. Chorus. (2 Ob, Pk, Str, BC) Avert these omens                                         |
|           | 10. Accompagnato. Cadmus (Str, BC) Again auspicious flashes rise                         |
|           | Recitative. Athamas Thy aid, pronubial Juno                                              |
|           | 11. Chorus. (2 Ob, Pk, Str, BC) Cease, cease your vow’s                                  |
| Scene II  | Recitative. Athamas Oh Athamas; what torture hast thou borne!                            |
|           | 12. Air. Ino (2 Vl, Vc, BC) Turn, hopeless lover                                         |
|           | Recitative. Athamas She weeps! The gentle maid                                           |
|           | 13. Air. Athamas (2 Vl, BC) Your tuneful voice                                           |
|           | Recitative. Ino, Athamas Too well I see                                                  |
|           | 14. Duetto. Ino, Athamas (Str, BC) You’ve undone me                                      |
| Scene III | Recitative. Cadmus, Athamas Ah, wretched prince                                          |
|           | 15. Accompagnato. Cadmus (Str, BC) Wing’d with our fears                                 |
|           | Recitative. Athamas, Ino Oh prodigy, to me of dire portent!                              |
| Scene IV  | Recitative. Cadmus See, see! Jove’s Priest and holy Augurs come.                         |
|           | 16. Chorus. (2 Ob, 2 Hr, Str, BC) Hail, Cadmus, hail!                                    |
|           | 17. Air. Semele (2 Vl, BC) Endless pleasure, endless love                                |
|           | 18. Chorus. (2 Ob, 2 Hr, Str, BC) Endless pleasure, endless love                         |

### Zweiter Akt
| Scene I   | 19. Symphonie. (Str, BC)                                                     |
|           | Recitative. Juno, Iris Iris, impatient of thy stay                           |
|           | 20. Air. Iris (2 Vl, BC) There, from mortal cares retiring                   |
|           | Recitative. Juno No more! I’ll hear no more!                                 |
|           | 21. Accompagnato. Juno, Iris (Str, BC) Awake, Saturnia, from thy lethargy!   |
|           | 22. Air. Juno (Str, BC) Hence, hence, Iris hence away                        |
| Scene II  | 23. Air. Semele (BC) Oh sleep, why dost thou leave me?                       |
| Scene III | Recitative. Semele Let me not another moment                                 |
|           | 24. Air. Jupiter (2 Vl, BC) Lay your doubts and fear aside                   |
|           | Recitative. Jupiter You are mortal and require                               |
|           | 25. Air. Semele (2 Vl, BC) With fond desiring                                |
|           | 26. Chorus. (2 Ob, Str, BC) How engaging, how endearing                      |
|           | Recitative. Semele, Jupiter Ah me! / Why sighs my Semele?                    |
|           | 27. Air. Jupiter (2 Vl, BC) I must with speed amuse her                      |
|           | 28. Chorus. (2 Ob, Str, BC) Now Love that everlasting boy                    |
|           | Recitative. Jupiter, Semele By my command now at this instant                |
|           | 29. Air. Jupiter (Str, BC) Where’er you walk, cool gales shall fan the glade |
| Scene IV  | Recitative. Semele, Ino Dear sister, how was your passage hither?            |
|           | 30. Air. Ino (Str, BC) But hark, the heav’nly sphere turns round             |
|           | 31. Duetto. Ino, Semele (Str, BC) Prepare then, ye immortal choir            |
|           | 32. Chorus. (2 Ob, Str, BC) Bless the glad earth with heav’nly lays          |

### Dritter Akt
| Scene I    | 33. [Symphony]. (2 Fg, Str, BC)                                                 |
|            | 34. Accompagnato. Juno, Iris (Str, BC) Somnus, awake! raise thy reclining head! |
|            | 35. Air. Somnus (Str, BC) Leave me, loathsome light!                            |
|            | Recitative. Iris, Juno Dull God, canst thou attend                              |
|            | 36. Air. Somnus (2 Vl, BC) More sweet is that name                              |
|            | Recitative. Juno, Somnus My will obey, she shall be thine                       |
|            | 37. Duetto. Juno, Somnus (2 Vl, BC) Obey my will, thy rod resign                |
| Scene II   | 38. Air. Semele (BC) My racking toughts                                         |
| Scene III  | Recitative. Juno, Semele Thus shap’d like Ino                                   |
|            | Recitative. Semele Oh, ecstasy of happiness                                     |
|            | 39. Air. Semele (2 Vl, BC) Myself I shall adore                                 |
|            | Recitative. Juno, Semele Be wise, as you are beautiful                          |
|            | 40. Accompagnato. Juno (Str, BC) Conjure him by his oath                        |
|            | 41. Air. Semele (Str, BC) Thus let my thanks be pay’d                           |
|            | Recitative. Juno, Semele Rich odours fill the fragrant air.                     |
| Scene IV   | 42. Air. Jupiter (Str, BC) Come to my arms, my lovely fair                      |
|            | Recitative. Jupiter O Semele! why art thou thus insensible?                     |
|            | 43. Air. Semele (Str, BC) I ever am granting                                    |
|            | Recitative. Jupiter, Semele Speak, speak your desire                            |
|            | 44. Accompagnato. Jupiter (Str, BC) By that tremendous flood                    |
|            | Recitative. Semele, Jupiter You’ll grant what I require?                        |
|            | Thunder at a distance and underneath (Pk)                                       |
|            | 45. Accompagnato. Semele (Str, BC) Then cast off this human shape               |
|            | 46. Air. Jupiter (Str, BC) Ah! take heed what you press!                        |
|            | 47. Air. Semele (2 Vl, BC) No, no, I’ll take no less                            |
| Scene V    | 48. Accompagnato. Jupiter (Str, BC) Ah, whither is she gone                     |
| Scene VI   | 49. Air. Juno (2 Vl, BC) Above measure is the pleasure                          |
| Scene VII  | 50. Arioso. Semele (Str, BC) Ah me! too late now I repent                       |
| Scene VIII | Recitative. Ino Of my ill-boding dream                                          |
|            | 51. Chorus. (2 Ob, Str, BC) Oh terror, oh terror and astonishment               |
|            | Recitative. Ino, Cadmus, Athamas How I was hence remov’d                        |
|            | 52. Air. Athamas (Str, BC) Despair no more shall wound me                       |
|            | Recitative. Cadmus See from above the bellying clouds descend                   |
| Scene IX   | 53. Sinfonia. (2 Ob, Str, BC)                                                   |
|            | 54. Accompagnato. Apollo (Str, BC) Apollo comes, to relieve your care           |
|            | 55. Chorus. (2 Ob, 2 Trp, Pk, Str, BC) Happy, happy! shall we be                |

## Erfolg und Kritik
Die Malerin Mary Delany war schon zeitig eine glühende Anhängerin der händelschen Kunst. Nach dem Besuch von Proben und Vorstellungen der Semele schrieb sie an ihre Schwester:

“I was yesterday morning at Mr. Handel’s to hear the rehearsal of Semele. It is a delightful piece of music, quite new and different from anything he has done.
There is a four-part song that is delightfully pretty; Francesina is extremely improved, her notes are more distinct, and there is something in her running-divisions that is quite surprizing. She was much applauded, and the house full, though not crowded.
Semele is charming; the more I hear it the better I like it, and as I am a subscriber I shall not fail one night.”

„Ich war gestern Morgen in Herrn Händels Haus, um mir die Probe von Semele anzuhören. Es ist ein entzückendes Musikstück, ganz neu und anders als alles, was er bisher komponiert hat.
Es gibt [darin] ein Quartett, welches entzückend schön ist. Francesina hat sich sehr verbessert: ihre Töne sind viel klarer und ihre Koloraturen versetzen in Erstaunen. Sie hat viel Applaus bekommen, und das Haus war voll, wenn auch nicht überfüllt.
Semele ist bezaubernd: je öfter ich es höre, desto besser gefällt es mir, und da ich Abonnentin bin, werde ich keine der Aufführungen versäumen.“

“The public found it’s tone too close to that of the discredited Italian opera, and set it down as an oratorio manqué; where they expected wholesome Lenten bread, they received a glittering stone dug from the ruins of Greek mythology.”

„Das Publikum [im Jahr 1744] empfand das Erscheinungsbild [von Semele] als zu ähnlich dem der diskreditierten italienischen Oper und stufte es als „missglücktes“ Oratorium ein: wo es gesundes Fastenbrot erwartet hatte, erhielt es einen glitzernden Stein, der aus den Ruinen der griechischen Mythologie ausgegraben worden war.“

## Diskografie (Auswahl)
- L'Oiseau-Lyre OLS 111–3 (1955): Jennifer Vyvyan (Semele), William Herbert (Jupiter), Anna Pollak (Juno), George Pragnell (Cadmus), John Whitworth (Athamas), Helen Watts (Ino), Brenda Griffith (Iris), George James (Somnus), Robert Ellis (Apollo)
Saint Anthony Singers, New Symphony Orchestra; Dir. Anthony Lewis (138 min)
- Vanguard Classics 885082 (1973): Sheila Armstrong (Semele), Robert Tear (Jupiter), Helen Watts (Juno, Ino), Justino Díaz (Cadmus, Somnus), Mark Deller (Athamas), Felicity Palmer (Iris), Edgar Fleet (Apollo)
Amor Artis Chorale, English Chamber Orchestra; Dir. Johannes Somary (145 min)
- Erato 2292-45982-2 (1982): Norma Burrowes (Semele), Anthony Rolfe Johnson (Jupiter), Della Jones (Juno), Robert Lloyd (Cadmus), Timothy Penrose (Athamas), Catherine Denley (Ino), Patrizia Kwella (Iris), David Thomas (Somnus), Maldwyn Davies (Apollo), Elisabeth Priday (Cupid)
Monteverdi Choir, English Baroque Soloists; Dir. John Eliot Gardiner (154 min)
- Deutsche Grammophon 435 782–2 (1990): Kathleen Battle (Semele), John Aler (Jupiter), Marilyn Horne (Juno, Ino), Samuel Ramey (Cadmus, Somnus), Michael Chance (Athamas), Sylvia McNair (Iris), Neil Mackie (Apollo), Mark S. Doss (High Priest)
Ambrosian Opera Chorus, English Chamber Orchestra; Dir. John Nelson (171 min)
- ABC Classics 980 047-0 (2002): Anna Ryberg (Semele), Angus Wood (Jupiter), Sally-Anne Russell (Juno, Ino), Stephen Bennett (Cadmus, Somnus), Tobias Cole (Athamas), Belinda Montgomery (Iris), Paul McMahon (Apollo), Craig Everingham (High Priest), Shelli Gilhome (Cupid)
Cantillation, Sirius Ensemble; Dir. Antony Walker (151 min)
- Disques Pierre Verany PV704021/22 (2003): Danielle de Niese (Semele), Paul Agnew (Jupiter), Guillemette Laurens (Juno), Jonathan May (Cadmus, Somnus), Sébastien Fournier (Athamas), Louise Innes (Ino), Susan Miller (Iris), Ernesto Tres Palacios (Apollo),
Opera Fuoco; Dir. David Stern (122 min)
- Decca 0743323 (2007): Cecilia Bartoli (Semele), Charles Workman (Jupiter), Birgit Remmert (Juno), Anton Scharinger (Cadmus, Somnus), Thomas Michael Allen (Athamas), Liliana Nikiteanu (Ino), Isabel Rey (Iris)
Opernhaus Zürich, Orchestra La Scintilla; Dir. William Christie (DVD, 154 min)
- Chandos CHANO 745 (2007): Rosemary Joshua (Semele), Richard Croft (Jupiter, Apollo), Hilary Summers (Juno, Ino), Brindley Sherratt (Cadmus, Somnus), Stephen Wallace (Athamas), Gail Pearson (Iris)
Early Opera Company; Dir. Christian Curnyn (170 min)
- Naxos 8570431-33 (2007): Elisabeth Scholl (Semele), Knut Schoch (Jupiter, Apollo), Annette Markert (Juno, Ino), Klaus Mertens (Cadmus, Somnus, High Priest), Ralf Popken (Athamas), Britta Schwarz (Ino), Julla Schmidt (Iris, Cupid)
Junge Kantorei, Frankfurter Barockorchester; Dir. Joachim Carlos Martini (180 min)
- SDG SDG733 (2020): Louise Alder (Semele), Hugo Hymas (Jupiter,), Lucile Richardot (Juno, Ino), Gianluca Buratto (Cadmus, Somnus), Carlo Vistoli (Athamas), Emily Owen (Iris), Peter Davoren (Apollo), Daniel D’Souza (High Priest), Angela Hicks (Cupid)
Monteverdi Choir, English Baroque Soloists; Dir. John Eliot Gardiner (155 min)
- Ricercar RIC437 (2021): Ana Maria Labin (Semele), Matthew Newlin (Jupiter, Apollo), Dara Savinova (Juno, Ino), Andreas Wolf (Cadmus, Somnus, High Priest), Lawrence Zazzo (Athamas), Chiara Skerath (Iris), Gwendoline Blondeel (Cupid)
Choeur de Chambre de Namur, Millenium Orchestra; Dir. Leonardo García Alarcón (169 min)
- Opus Arte OABD7309D (2023): Emma Pearson (Semele), Amitai Pati (Jupiter, Apollo), Sarah Castle (Juno, Ino), Paul Whelan (Cadmus, Somnus), Stephen Diaz (Athamas), Chelsea Dolman (Iris), Sashe Angelovski (High Priest)
New Zealand Opera Chorus, Holy Trinity Cathedral Choir, New Zealand Opera Baroque Orchestra; Dir. Peter Walls (DVD, 147 min)